# 가키노모토노 히토마로
가키노모토노 히토마로(일본어: 柿本 人麻呂, 660년경 ~ 724년경)은 일본의 하급 관인(官人)으로 아스카 시대 '만요슈' 제2기의 가인이자 36가선 중의 한 사람이다. <만요슈>에 장가 16수, 단가 57수가 수록되어 있다.
가풍은 웅대·장중(莊重)하며, 파동적인 성조(聲調) 속에 침통한 울림을 담고 있다. 야마토우타(倭歌)는 히토마로의 등장에 의하여서 남성의 풍격과 문장어로서의 위용(偉容)을 갖게 되었다.
후대에 야마베노 아카히토(山部 赤人)와 함께 가성(歌聖)으로 불린다. 또한 헤이안 시대부터는 히토마루(人丸)라 표기되는 경우가 많다.

## 와카
```
축 늘어진 산새의 꼬리처럼 기나긴 밤에 홀로 외로이 자는구나.
あしびきの 山鳥の尾の しだり尾の ながながし夜を ひとりかも寝む
```

## 같이 보기
- 일본의 상대문학사
- 오노노 고마치